# Matthew Heineman
Matthew Heineman (Washington, 30 novembre 1983) è un regista, produttore cinematografico, direttore della fotografia, montatore e sceneggiatore statunitense, candidato al Premio Oscar al miglior documentario.

## Biografia
Matthew Heineman è nato il 30 novembre 1983 a Washington, da una famiglia di religione ebraica. È cresciuto a Darien e New Canaan, nel Connecticut. Ha frequentato la New Canaan Country School e la Brunswick School di Greenwich. La sua carriera da regista è iniziata dopo la laurea al Dartmouth College di Hanover nel 2005. Nel 2009, ha diretto il documentario Our Time. Successivamente, ha diretto Escape Fire: The Fight to Rescue American Healthcare, Nel 2016, è stato candidato al Premio Oscar al miglior documentario per Cartel Land. Nel 2018 ha diretto il suo primo film, A Private War, il quale vede come protagonisti Jamie Dornan, Tom Hollander, Stanley Tucci e Rosamund Pike, nei panni dellareporter di guerra Marie Colvin. Il film è stato presentato in anteprima al Toronto International Film Festival nel 2018. Il film ha ricevuto la candidatura al Golden Globe per la migliore attrice in un film drammatico, Rosamund Pike, e per la migliore canzone originale, Requiem for A Private War di Annie Lennox. Nel 2017, ha diretto La città dei fantasmi, presentato al Sundance Film Festival nel 2017 e distribuito da Amazon MGM Studios. Dal 2018 al 2020, ha lavorato alla docu-serie The Trade, presentata in anteprima al Sundance Film Festival nel 2018. Nel 2023, è uscito il suo documentario American Symphony sul pianista e compositore Jon Batiste.

## Filmografia

### Regista

#### Cinema
- A Private War (2018)

#### Televisione
- The Trade - miniserie TV, 9 episodi (2018-2020)
- Tiger - miniserie TV, 2 episodi (2021)

#### Documentari
- Our Time (2009)
- Escape Fire: The Fight to Rescue American Healthcare (2012)
- Cartel Land (2015)
- La città dei fantasmi (City of Ghosts) (2017)
- The Boy from Medellín (2020)
- The First Wave (2021)
- Retrograde: operazione ritirata (Retrograde) (2022)
- American Symphony (2023)

#### Cortometraggi
- The Third Man (2016)

### Produttore

#### Cinema
- A Private War, regia di Matthew Heineman (2018)

#### Televisione
- The Alzheimer's Project - serie TV, episodio 1x03 (2009)
- The Trade - miniserie TV, 9 episodi (2018-2020)
- Tiger - miniserie TV, episodio 1x02 (2021)

#### Documentari
- Our Time, regia di Matthew Heineman (2009)
- Escape Fire: The Fight to Rescue American Healthcare, regia di Matthew Heineman (2012)
- Cartel Land, regia di Matthew Heineman (2015)
- La città dei fantasmi (City of Ghosts), regia di Matthew Heineman (2017)
- When Lambs Become Lions, regia di Jon Kasbe (2018)
- The Boy from Medellín, regia di Matthew Heineman (2020)
- The First Wave, regia di Matthew Heineman (2021)
- Retrograde: operazione ritirata (Retrograde), regia di Matthew Heineman (2022)
- Transition, regia di Jordan Bryon e Monica Villamizar (2023)
- American Symphony, regia di Matthew Heineman (2023)

#### Cortometraggi
- The Third Man, regia di Matthew Heineman (2016)

### Direttore della fotografia
- Our Time, regia di Matthew Heineman (2009)
- Escape Fire: The Fight to Rescue American Healthcare, regia di Matthew Heineman (2012)
- Cartel Land, regia di Matthew Heineman (2015)
- La città dei fantasmi (City of Ghosts), regia di Matthew Heineman (2017)
- The Boy from Medellín, regia di Matthew Heineman (2020)
- The First Wave, regia di Matthew Heineman (2021)
- Retrograde: operazione ritirata (Retrograde), regia di Matthew Heineman (2022)
- American Symphony, regia di Matthew Heineman (2023)

### Montatore
- Our Time, regia di Matthew Heineman (2009)
- Escape Fire: The Fight to Rescue American Healthcare, regia di Matthew Heineman (2012)
- Cartel Land, regia di Matthew Heineman (2015)
- La città dei fantasmi (City of Ghosts), regia di Matthew Heineman (2017)
- The Boy from Medellín, regia di Matthew Heineman (2020)
- The First Wave, regia di Matthew Heineman (2021)
- Retrograde: operazione ritirata (Retrograde), regia di Matthew Heineman (2022)
- American Symphony, regia di Matthew Heineman (2023)

### Sceneggiatore
- Our Time, regia di Matthew Heineman (2009)

### Attore
- Special Breakfast Eggroll: 90¢, regia di Ben Ross (2003)

## Riconoscimenti
- Premio Oscar
  - 2016 - Candidatura al miglior documentario per Cartel Land
- Premio Emmy
  - 2016 - Miglior regista in un documentario per Cartel Land
  - 2016 - Miglior fotografia in un programma non di finzione per Cartel Land
  - 2016 - Candidatura al miglior regista in un programma non di finzione per Cartel Land
  - 2016 - Candidatura al miglior montaggio in un programma non di finzione per Cartel Land
  - 2018 - Candidatura al miglior regista in un documentario per La città dei fantasmi
- Premi BAFTA
  - 2016 - Candidatura al miglior documentario per Cartel Land
  - 2018 - Candidatura al miglior documentario per La città dei fantasmi